# مسييه 4
مسييه 4 (M4) هو عبارة عن عنقود نجمي كروي (مغلق)يقع في كوكبة العقرب. أكتشفه العالم الشهير الفرنسي تشارلز مسييه وهو يقع على مسافة 7.2 سنة ضوئية من الأرض وهذا يجعل مسييه 4 واحداً من أقرب العناقيد الكروية وتبتعد عن الأرض بنسبة 65 كلم/ثانية، وبما ان مقدار لمعانه 5.6+ قدر ظاهري، فإن هذا العنقود يمكن رصده بشكل سهل.

## إمكانية رؤيته
مسييه 4 واضح حتى في أصغر التلسكوبات يظهر ككرة ضبابية من الضوء حيث يبدو بنفس حجم القمر في السماء ويعتبر مسييه 4 واحد من أسهل العناقيد الكروية التي يمكن رصدها، حيث تقع على بعد 1.3 درجة فقط غرب أسطع نجم في كوكبة العقرب (نجم قلب العقرب)، حيث يمكن رؤية كلا الجرمين في تلسكوب واسع المجال. ومن خلال التلسكوبات متوسطة الحجم يمكن التعرف على النجوم الفردية وتميز ألمعها في M4 بقدر ظاهري 5.6+.

## خصائصه
مسييه 4 (M4) عبارة عن عنقود نجمي مركز بشكل فضفاض من الفئة IX ويبلغ عرضه 75 سنة ضوئية. ويتميز بـ بنية «شريطية» مميزة عبر قلبه وهي مرئية للتلسكوبات متوسطة الحجم. يبلغ طول العنقود 2.5 سنة تقريباً وقد لاحظه ويليام هيرشل لأول مرة في عام 1783. وقد لوحظ ما لا يقل عن 43 نجماً متغيراً داخل M4 , يبعد العنقود M4 عن الأرض 7.2 سنة ضوئية، مما يجعله أقرب عنقود كروي للنظام الشمسي. يقدر عمره بـ 12.2 مليار سنة.
في علم الفلك: تسمى وفرة العناصر لغير الهيدروجين والهيليوم بالمعدنية، وعادة ما يُشار إليها بنسبة وفرة الحديد على حساب الهيدروجين مقارنة بالشمس.و بالنسبة لهذا العنقود فإن وفرة الحديد المقاسة تساوي:

معادلة رياضية لحساب المعدنية

هذه القيمة هي لوغاريتم نسبة الحديد إلى الهيدروجين بالنسبة إلى نفس النسبة في الشمس. وبالتالي فإن الكتلة لديها وفرة من الحديد تساوي 8.5٪ من وفرة الحديد في الشمس.و هذا يشير بقوة إلى أن هذه العنقود يستضيف مجموعتين متميزتين من النجوم، تختلف حسب العمر. وبهكذا نتيجة لربما شهد العنقود دورتين أو مرحلتين رئيسيتين من حياته في تكوين النجوم.
و هذا يؤكد وجود مدار حول مجرة درب التبانة على يمتد لـ 116 مليون سنة ± (3 مليون سنة) خلال فترة ما حول درب التبانة، يأتي على بعد 0.6 فرسخ فلكي ± (0.1 فرسخ) من قلب المجرة، بينما في منطقة القبا ينتقل إلى الخارج إلى 5.9 فرسخ فلكي ± (0.3) فرسخ فلكي. الميل عند (زاوية) 23 ° ± 6 ° من مستوى المجرة، وبالتالي يصل إلى 1.5 فسرخ فلكي ± (0.4فرسخ فلكي) فوق مركز المجرة. ويتعرض العنقود لصدمة مديّة خلال كل ممر، مما قد يتسبب في تساقط النجوم المتكرروبالتالي قد يكون العنقود أكبر بكثير من حجمه الحالي.

## نجوم مميزة
وجدت الصور التي التقطها تلسكوب هابل الفضائي في عام 1995 نجوماً قزمة بيضاء في مسييه M4) تعد من أقدم النجوم المعروفة في مجرتنا. ويبلغ عمر النجم 13 مليار سنة. تم العثور على أحدهما ليكونا نجماً ثنائياً له رفيق بنجم نابض، PSR B1620−26 B1620−26 وكوكب يدور حوله بكتلة تبلغ 2.5 ضعف كتلة كوكب المشتري (MJ).  كما وجد أن نجمة واحدة في مسييه 4 ؤيحتوي على عنصر ضوء نادر من الليثيوم أكثر مما كان متوقعاً. يقع في M4. يُعرف باسم النجم النابض/CX-1 والنجم النيوتروني المحتمل. يدور حول نفسه في 6.31 ساعة.

## تشبيه
شبَّه عالم القلك الأمريكي روبرت بورنهام جونيور (توفي عام 1993) منظر مسييه 4 من خلال تلسكوبه بأنها عبارة عن جسيمات ألفا ىضوئية شديدة الحركة التي تُرى في المنظارالشوكي

## صور

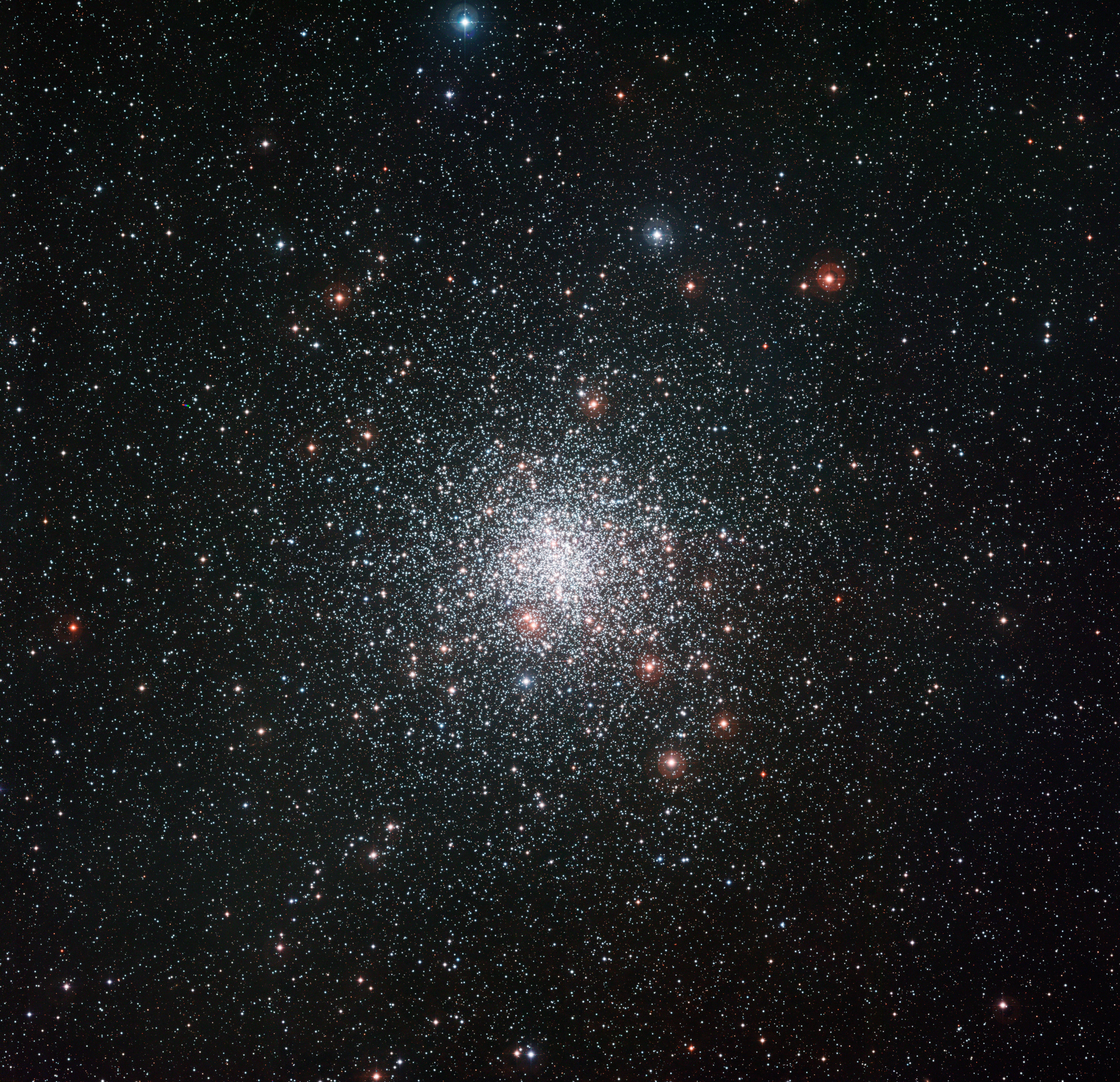
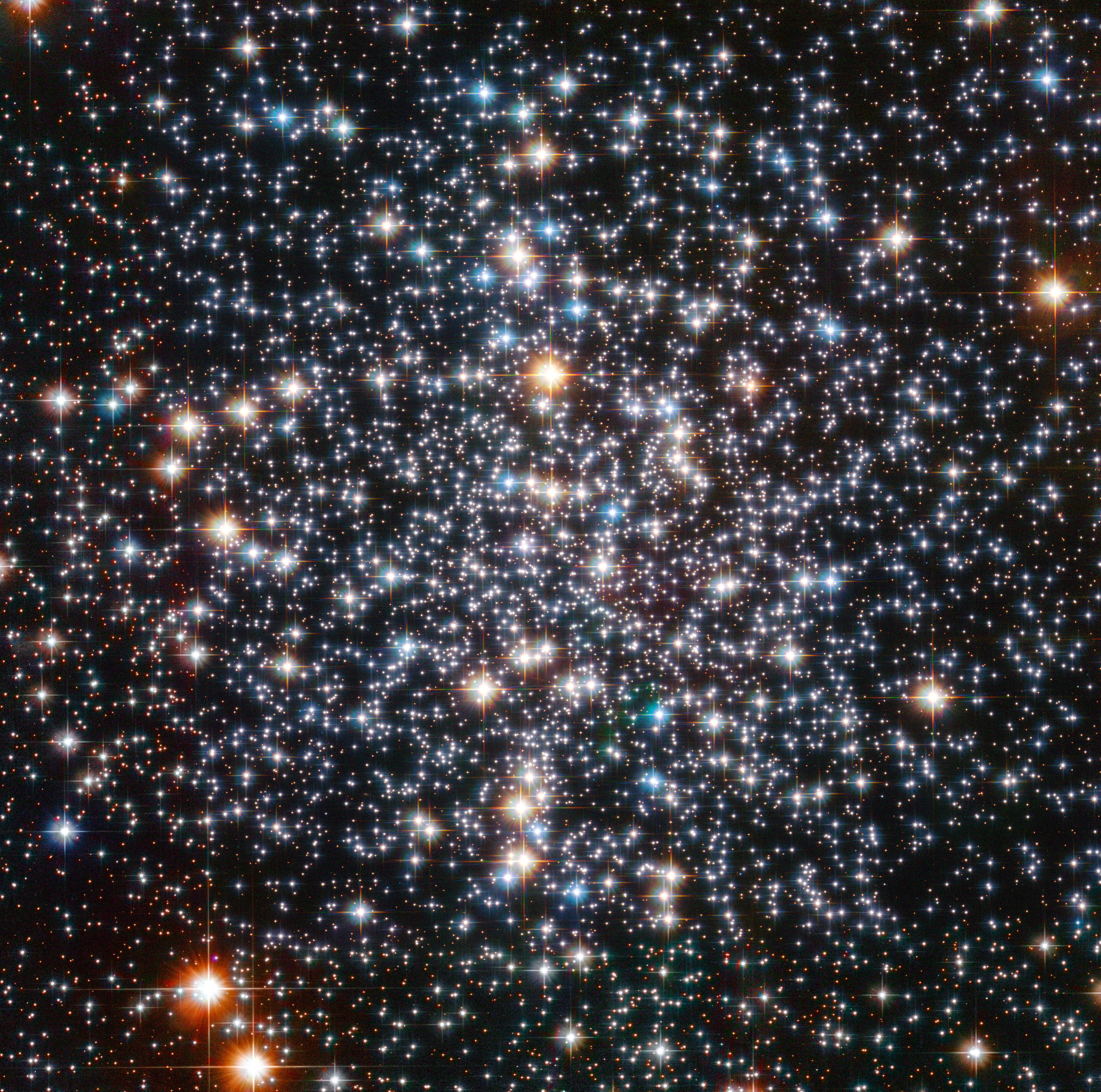
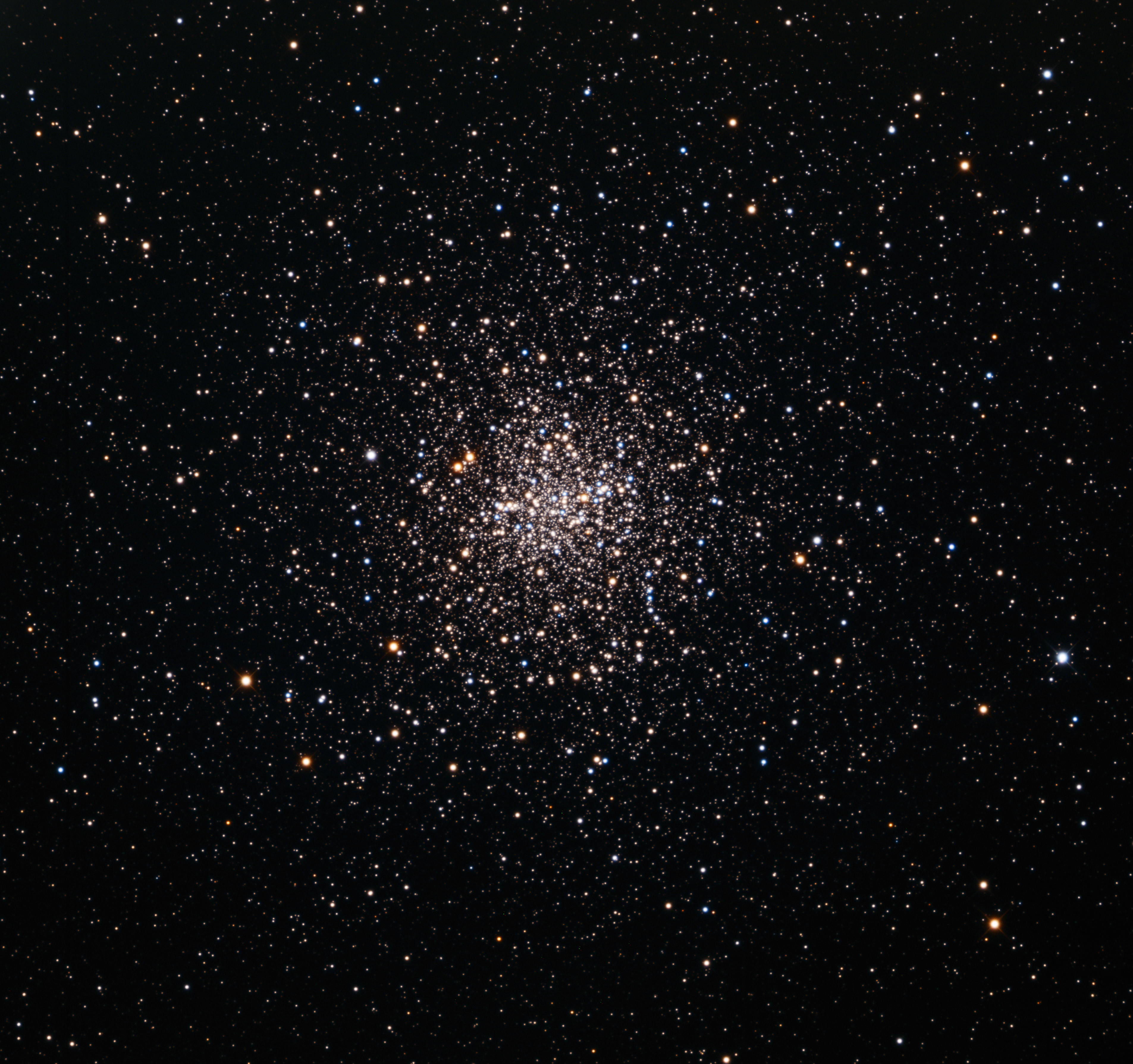

## اقرأ أيض

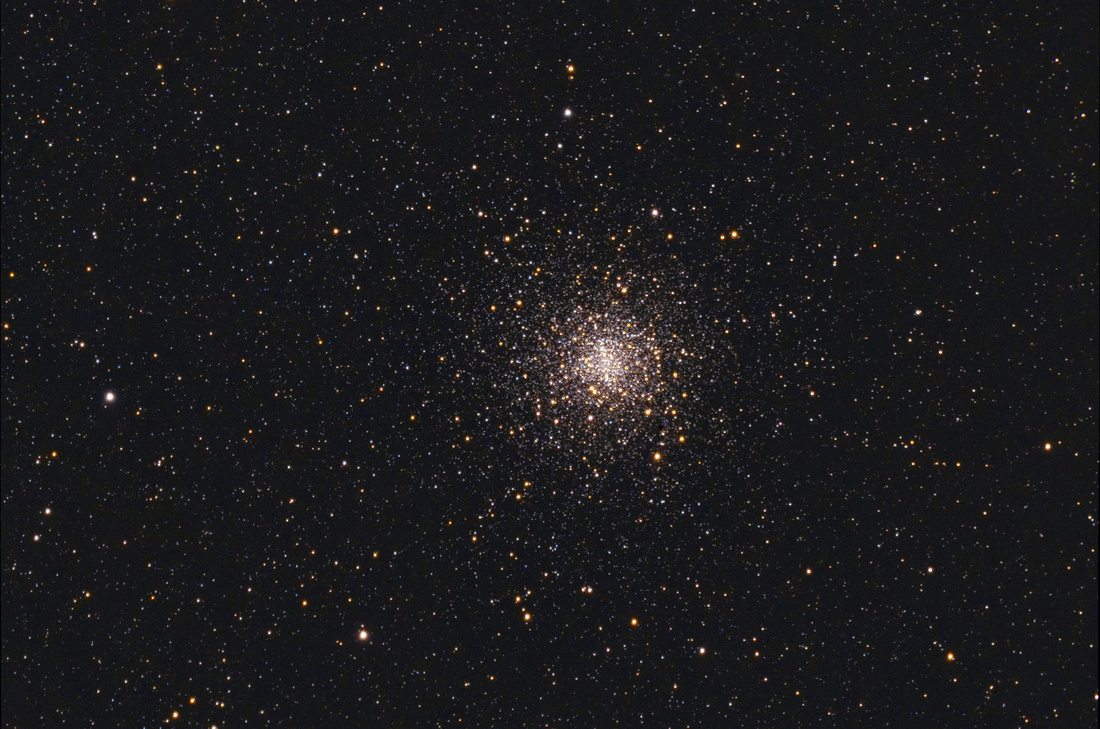
ميسييه 4

- نجم
- مجرة
- ميسييه 4قزم أبيض
- عملاق أحمر
- الانفجار العظيم
- خط زمني للانفجار العظيم
- نجم نيوتروني
- ثقب أسود